# 西昌市
西昌市（せいしょう-し・四川彝語: ꀒꎂꏃ Op Rro shyp）は四川省涼山イ族自治州西南部に位置する県級市。州人民政府所在地である。市の北部に中国三大人工衛星発射センターの一つ西昌衛星発射センターがある事から「航天城」の称がある。安寧河などが流れている。

## 行政区画
7街道、11鎮、5郷、2民族郷を管轄する。
- 街道：北城街道、西城街道、東城街道、長安街道、新村街道、海南街道、馬道街道
- 鎮：礼州鎮、安寧鎮、川興鎮、黄聯関鎮、佑君鎮、太和鎮、安哈鎮、阿七鎮、樟木箐鎮、琅環鎮、巴汝鎮
- 郷：四合郷、開元郷、大興郷、経久郷、馬鞍山郷
- 民族郷：裕隆回族郷、高草回族郷

## 人口
全人口56.88万、農業人口は38万。少数民族の人口は総人口の18.77％で、漢民族の外彝族・回族・蔵族など28の民族で構成される。

## 気候
西昌は高原に位置して、四季の変化が少なく、日差しが暖かい亜熱帯に属している。1月の平均気温は9.6℃、6月から8月までの平均気温は約22℃、年間平均気温は16.9℃。夏に年間降水量が集中し、日差しの最低割合、全年乾燥日が多い。それから、古い時代から「小春城」として知られている。

## 教育

### 大学
- 西昌学院（中国語版）

## 交通

### 航空
- 西昌青山空港

### 鉄道
- 中国鉄路総公司
  - 中国鉄路昆明局集団公司
    - 成昆線

（成都方面）- 月華駅 - 礼州駅 - 西昌北駅 - 西昌駅 - 西昌南駅 - 経久駅 - 黄聯関駅 - 黄水塘駅 -（昆明方面）
- -     - 西昌西駅 - 成昆高速鉄道の駅。

### 道路
- 高速道路
  - 京昆高速道路

国道
- G108国道

## 健康・医療・衛生
- 西昌市人民医院
- 西昌市伝染病医院

## 名所・旧跡・観光スポット
- 西昌古城 - 安寧河沿いに町を取り囲む2kmの城壁があり、城内には600年近い歴史を持つ建物が残る。
- 邛海
- 螺髻山仙人洞
- 黄聯土林
- 瀘山（中国語版）